# گیاه‌پارچ راجا
گیاه‌پارچ راجا (نام علمی: Nepenthes rajah)، یک گونه از سرده گیاه پارچ است. این گیاه در کوه کینبالو و کوه تامبایوکان (Mount Tambuyukon) در ایالت صباح، بورنئو، مالزی رشد می‌کند.